# Thomas Hall (Kanute)
Thomas Hall (* 21. Februar 1982 in Montreal) ist ein ehemaliger kanadischer Kanute.

## Erfolge
Thomas Hall sicherte sich seine ersten internationalen Medaillen bei den Panamerikanischen Spielen 2003 in Santo Domingo, als er im Einer-Canadier über 1000 Meter die Goldmedaille und im Zweier-Canadier über 500 Meter Bronze gewann. Drei Jahre darauf wurde er in Szeged im Vierer-Canadier auf der 1000-Meter-Strecke Vizeweltmeister.
Bei den Olympischen Spielen 2008 in Peking ging Hall im Einer-Canadier auf der 1000-Meter-Distanz an den Start. Nach einem vierten Platz im Vorlauf gelang ihm in seinem Halbfinallauf ein Sieg, sodass er sich für das Finale qualifizierte. Im Endlauf überquerte er nach 3:53,653 Minuten als Dritter die Ziellinie und erhielt hinter dem siegreichen Ungar Attila Vajda und David Cal aus Spanien die Bronzemedaille. Im selben Jahr wurde Hall in dieser Disziplin zudem kanadischer Meister.